# Cannabis na Índia

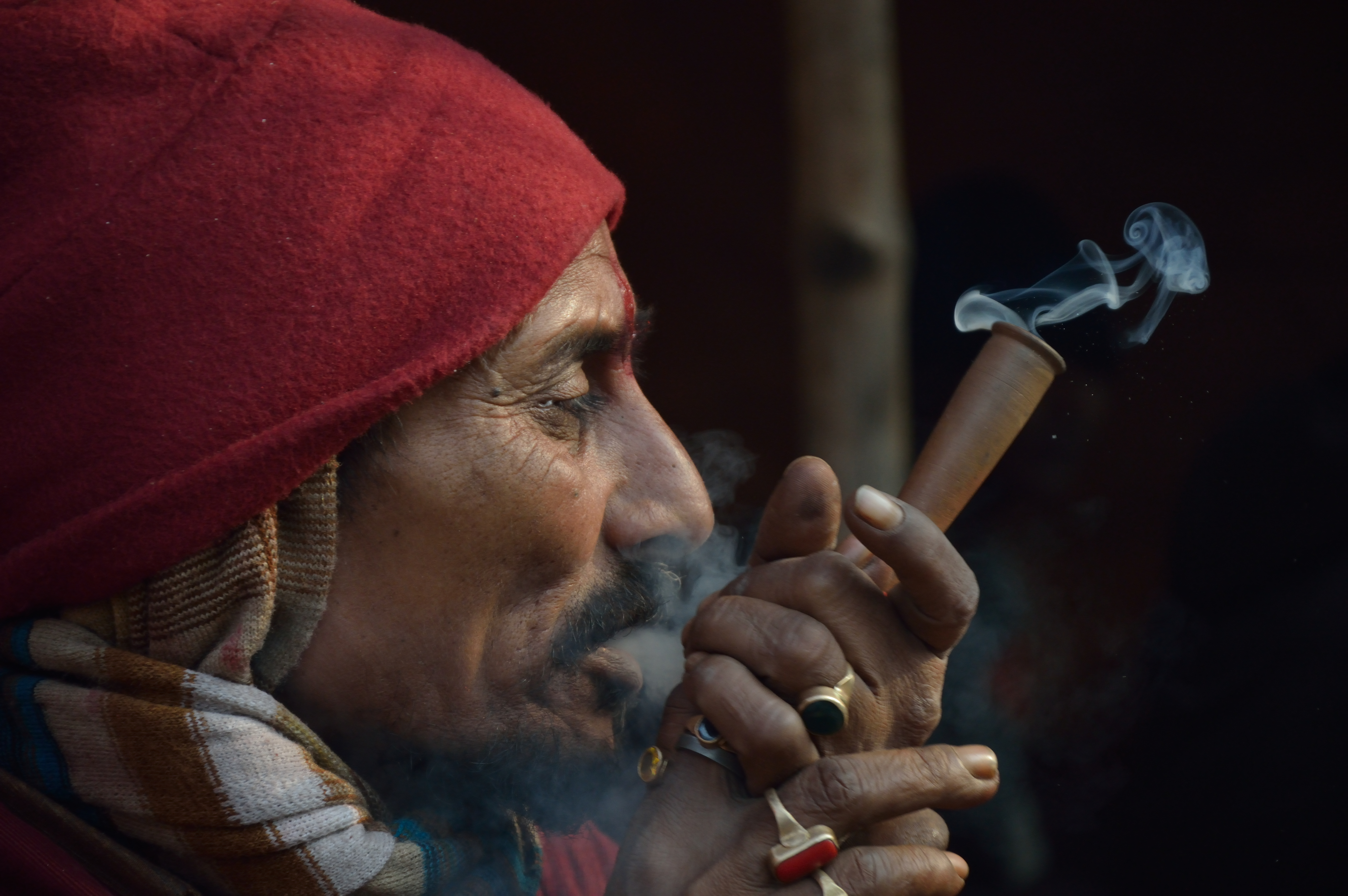
Um fumante de ganja em Kolkata

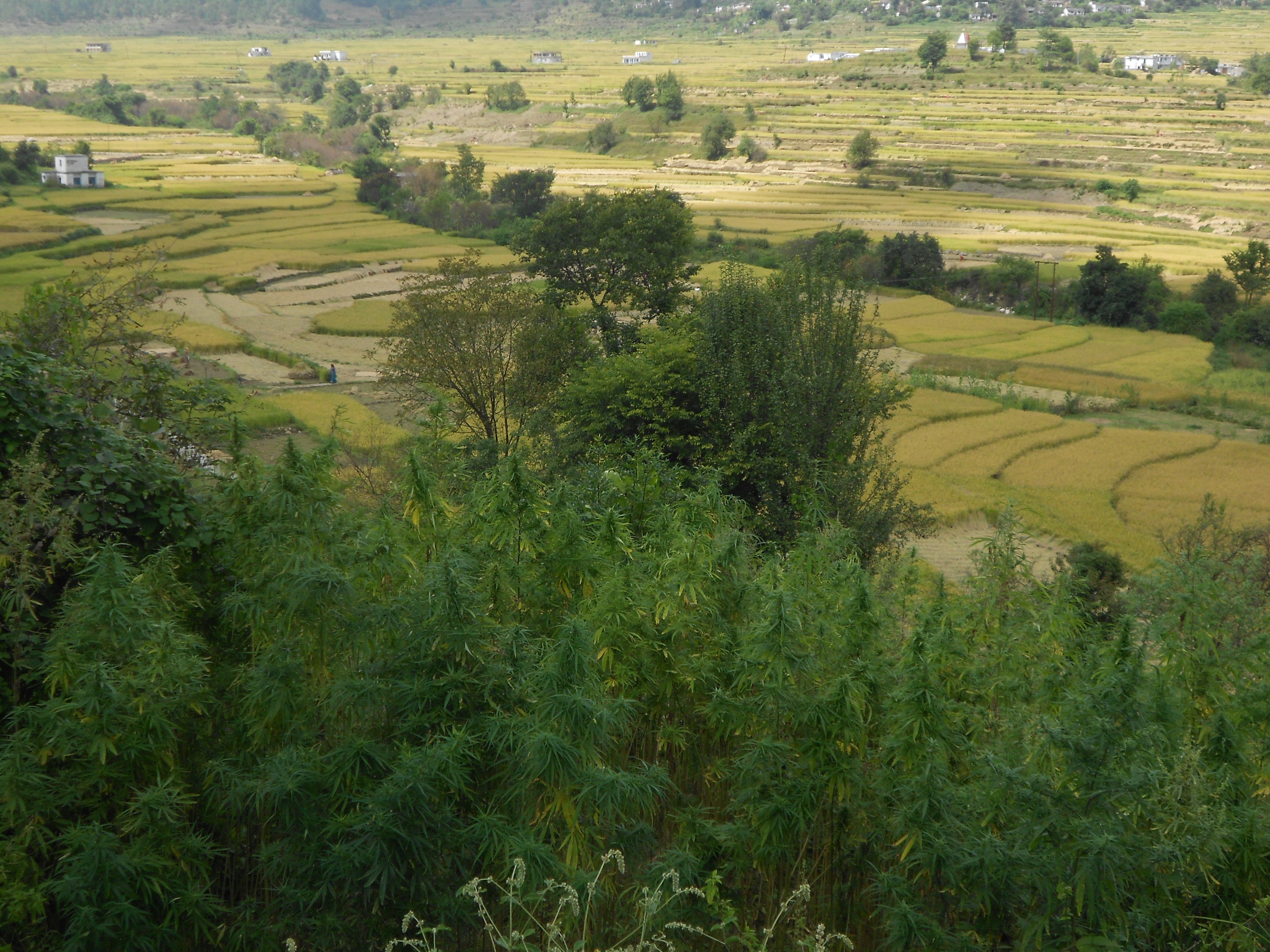
Cannabis selvagem em Uttarakhand

Cannabis na Índia tem sido usado desde 2000 AC. Todas as formas de cannabis atualmente são ilegais na Índia, com alguns subsídios para algumas preparações tradicionais. Na sociedade Indiana, termos comuns para preparações de cannabis incluem: charas (resina), ganja (flor), e bhang (sementes e folhas), com um batido feito de bhang com leite sendo um dos usos lícitos mais comuns na Índia.
Em 2000, de acordo com o UNODC, a "prevalência de abuso" de cannabis na Índia foi de 3,2%.

## Índia Portuguesa
A seguir da apreensão portuguesa  de Goa em 1510, o português tornou-se familiarizado com os costumes e comércio de cannabis na Índia. Garcia da Orta, um botânico e médico, escreveu sobre os usos da cannabis em sua trabalho de 1534  Coloquios dos simples e drogas da India. Quinze anos mais tarde Cristobal Acosta produziu a obra Tractado de las drogas y medicinas de las Indias orientales, destacando as receitas para o bhang.

A trabalho de 1919 Glossário luso-asiatico observou o uso de cannabis na colônia portuguesa de Goa:
O bangue é formado por folhas secas e hastes tentras de cânhamo (Canabis sativa, Lin.) que se fumam o mascam e que embriaga como o ópio.